# Freycinetia acutifolia
Freycinetia acutifolia är en enhjärtbladig växtart som beskrevs av Elmer Drew Merrill. Freycinetia acutifolia ingår i släktet Freycinetia och familjen Pandanaceae. Inga underarter finns listade.